# Sčítání lidu, domů a bytů 2021 v Česku

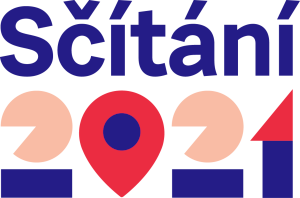
Logo sčítání

Sčítání lidu, domů a bytů 2021 v Česku, zkráceně též SLDB 2021 a Sčítání 2021, byl v pořadí třetí populační census konaný v 21. století a zároveň třetí v samostatné České republice. Probíhal od 27. března do 11. května 2021. Účelem sčítání bylo vytvořit a zpřístupnit statistické informace za celé území České republiky o fyzických osobách, domácnostech, bytovém a domovním fondu k rozhodnému okamžiku sčítání. Provedl ho Český statistický úřad (ČSÚ), který také zpracoval ze sčítání získaná data a zveřejnil výsledky ve formě statistických informací. Část dat získal z dostupných databází, část sbíral metodou sebesčítání. Legislativním podkladem byl zákon č. 332/2020 Sb., o sčítání lidu, domů a bytů v roce 2021 a o změně zákona č. 89/1995 Sb., o státní statistické službě, ve znění pozdějších předpisů. První výsledky byly bezplatně k dispozici na začátku roku 2022.
Předchozí sčítání lidu, domů a bytů se uskutečnilo v roce 2011, první československé sčítání lidu proběhlo před 100 lety, v roce 1921.

## Průběh sčítání
Pro Sčítání 2021 úřad využil existující registry státní správy a ke zjištění dotazováním zbylo o polovinu údajů méně než při předchozím sčítání. Takto např. zcela odpadlo vyplňování formulářů za domy, vypustily se i dotazy směřující na majetkové poměry nebo zdraví. Celkově se oproti předchozímu sčítání redukoval počet otázek ze 47 na 23.
Tzv. rozhodným okamžikem sčítání byla půlnoc z 26. na 27. března 2021. Všechny zjišťované údaje se tedy zjišťovaly s platností k tomuto datu. Od toho okamžiku také bylo spuštěno online samosčítání prostřednictvím interaktivního elektronického sčítacího formuláře. Fáze elektronického sčítání byla původně ohlášena s termínem ukončení 9. dubna, později bylo její ukončení posunuto až na 11. května. Kromě hlavní možnosti sčítání online přes webovou stránku scitani.cz ČSÚ také nabídl mobilní aplikaci Sčítání21 pro systémy Android a iOS k vyplnění sčítacího formuláře prostřednictvím chytrého mobilního telefonu.
Kdo se nesečetl online, měl zákonnou povinnost od 17. dubna do 11. května 2021 vyplnit a odevzdat listinný sčítací formulář.
K 30. březnu ve 14 hodin bylo sečtených online 2,25 milionu obyvatel.
ČSÚ zveřejňoval denní statistiky o sečtenosti domácností podle podílu odeslaných formulářů na 100 bytů, což přibližně odpovídalo, i když nepřesně, podílu populace jež se už sečetla.

### Sčítací formulář
Sčítací formulář byl zpřístupněn ve webové aplikaci online v češtině, angličtině, němčině, polštině, romštině, ruštině, ukrajinštině a vietnamštině. Sčítací formulář pro domácnost se skládal ze dvou částí: z části s údaji o bydlení a složení domácnosti a z části za jednotlivé osoby. Pro vyplnění listinného sčítacího formuláře (vydávaný až od 9. dubna pouze tomu, kdo se nesečetl online) byl určen pouze originální výtisk v českém jazyce. Pro cizí státní občany a příslušníky národnostních menšin byly připraveny překlady do výše uvedených cizích jazyků.
Pro sebesčítání se používaly tři druhy formulářů:
- Formulář pro domácnost – Základní možnost pro osoby bydlící v zařízení s partnerem či rodinou anebo bydlící samy v bytě. Formulář mohla vyplnit i jedna osoba za celou domácnost, nebo každý zvlášť.
- Dodatečný formulář pro domácnost – tento formulář byl připraven jako pokračování Formuláře pro domácnost tam, kde společně bydlí více než 5 osob v jednom bytě či jiném typu obydlí. V takovém případě se prvních 5 osob zapisovalo do původního Formuláře pro domácnost a dalších nejvíce 6 osob do tohoto formuláře. Při více než 11 osobách bydlících společně se vyplňovalo více těchto formulářů.
- Samostatný formulář pro osobu – Tento formulář vyplňovaly pouze osoby, které žily jako jednotlivci/klienti v hromadných ubytovacích zařízeních, zařízeních sociální péče apod. Patřil sem: rekreační objekt (např. chata), nezkolaudovaný dům, nouzové obydlí, přístřeší, mobilní/pohyblivé obydlí (např. maringotka, obytná loď, karavan), ubytovací zařízení (např. ubytovna, domov pro seniory), žádné obydlí (lidé bez domova).

Sčítací formulář bylo možné vyplnit i soukromě bez sdílení obsahu vlastních údajů se zbytkem domácnosti. To bylo vhodné, pokud se osoba z jakéhokoliv důvodu chtěla sečíst odděleně a měla obavu o soukromí, např. v citlivých otázkách jako národnost, pohlaví a víra. Pro tento způsob bylo nutné získat speciální kód, který webová aplikace vygenerovala až po vyplnění základního formuláře pro domácnost někým jiným. Poté již bylo možno zbývající údaje vyplnit soukromě (nezávisle) bez ohledu na ostatní členy domácnosti.

#### Formulář pro osoby
Formulář pro fyzické osoby obsahoval nejprve otázky na místo obvyklého pobytu. Zjišťovalo se nejen to k rozhodnému okamžiku sčítání, ale také rok před sčítáním a v době narození.
Další sada otázek směřovala k ekonomickým aktivitám a zaměstnání. Tyto informace spolu s údaji o vzdělání a věku poskytovaly podrobnější pohled na složení obyvatelstva v různých lokalitách a regionech a mohly být využívány např. jako podklad při plánování a realizaci programů pro podporu zaměstnanosti, vzdělávání nebo naopak prevence nežádoucích jevů.
Sčítací formulář rovněž zjišťoval, kam a jak často lidé cestují do práce či do školy a jaké k tomu využívají dopravní prostředky. Ženy ve věku 15 a více let v rámci sčítání také vyplňovaly, kolik se jim narodilo dětí.

#### Formulář o bydlení
Do formuláře o bydlení lidé zaznamenávali způsob svého bydlení (např. byt v domě, rekreačním objektu, mobilním obydlí), zda bydlí ve vlastním či v nájmu, a základní parametry bytu, tedy podlahovou plochu, počet místností a polohu bytu v domě. Následovaly otázky na připojení na plyn a vodovod a na způsob vytápění a používané palivo. Poslední oddíl v této části formuláře pak zjišťoval počet osob v domácnosti a vztahy mezi nimi (např. otec, matka, děti, babička…).

### Distribuce a sběr sčítacích formulářů
Oproti předchozímu sčítání byla elektronická forma sebesčítání zvolena jako základní. Pro vyplnění listinného formuláře ČSÚ připravil kontaktní místa a pověřil sčítací komisaře. Kromě možnosti vyzvednutí formuláře na pobočkách České pošty zajistil roznos formulářů těm, kteří nevyplnili formulář online. Vzhledem k tomu, že sčítání připadlo na období probíhající pandemie koronaviru SARS-CoV-2, byla zvolena forma distribuce odpovídající protiepidemickým požadavkům, aby došlo k omezení fyzických kontaktů mezi sčítacími komisaři a obyvatelstvem. Vrácení vyplněných formulářů bylo naplánováno buď odesláním v předtištěné obálce prostřednictvím schránek České pošty, nebo odevzdáním na kontaktních místech.

## Zjišťované údaje

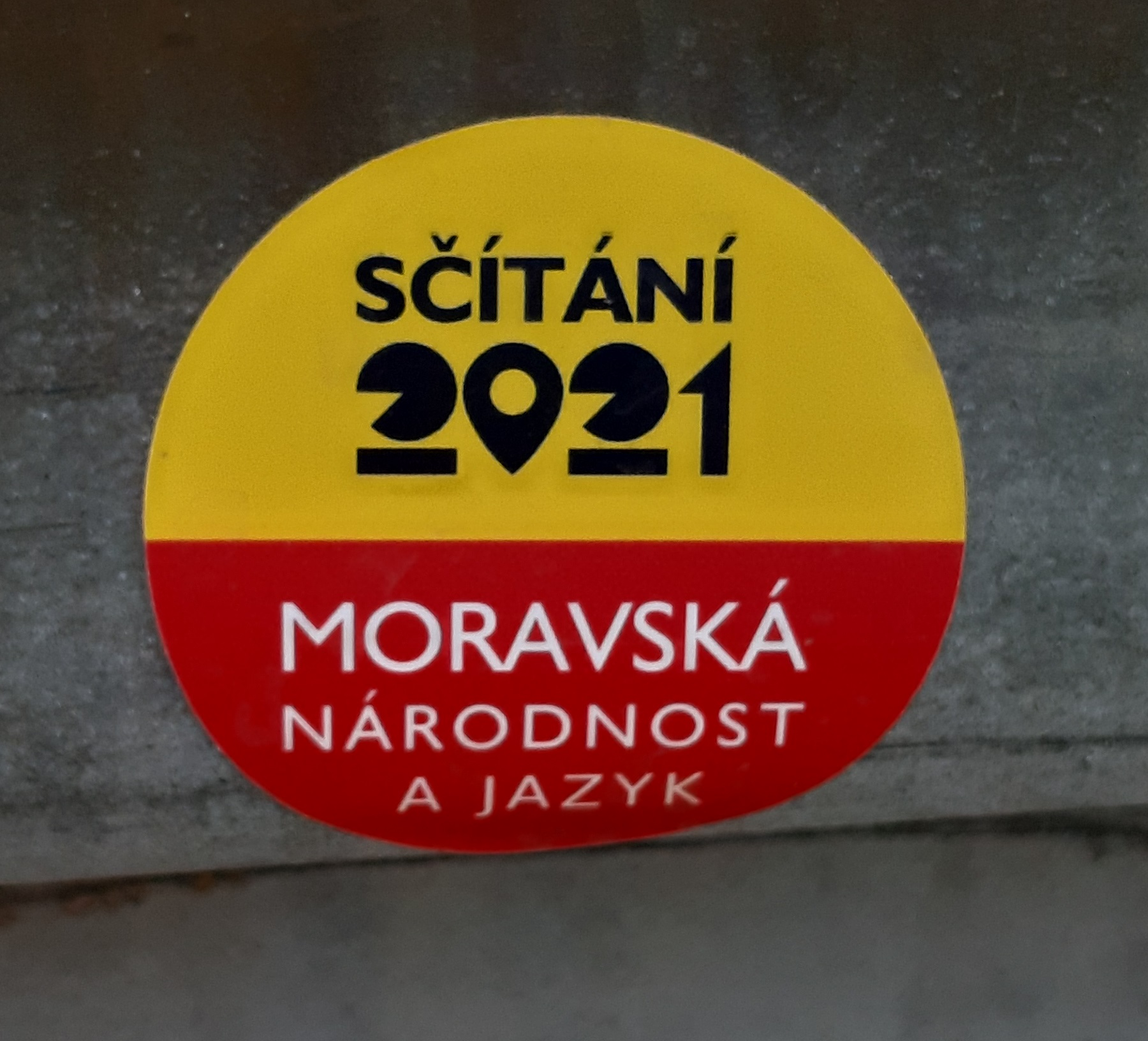
Propagace přihlášení se k moravské národnosti během sčítání

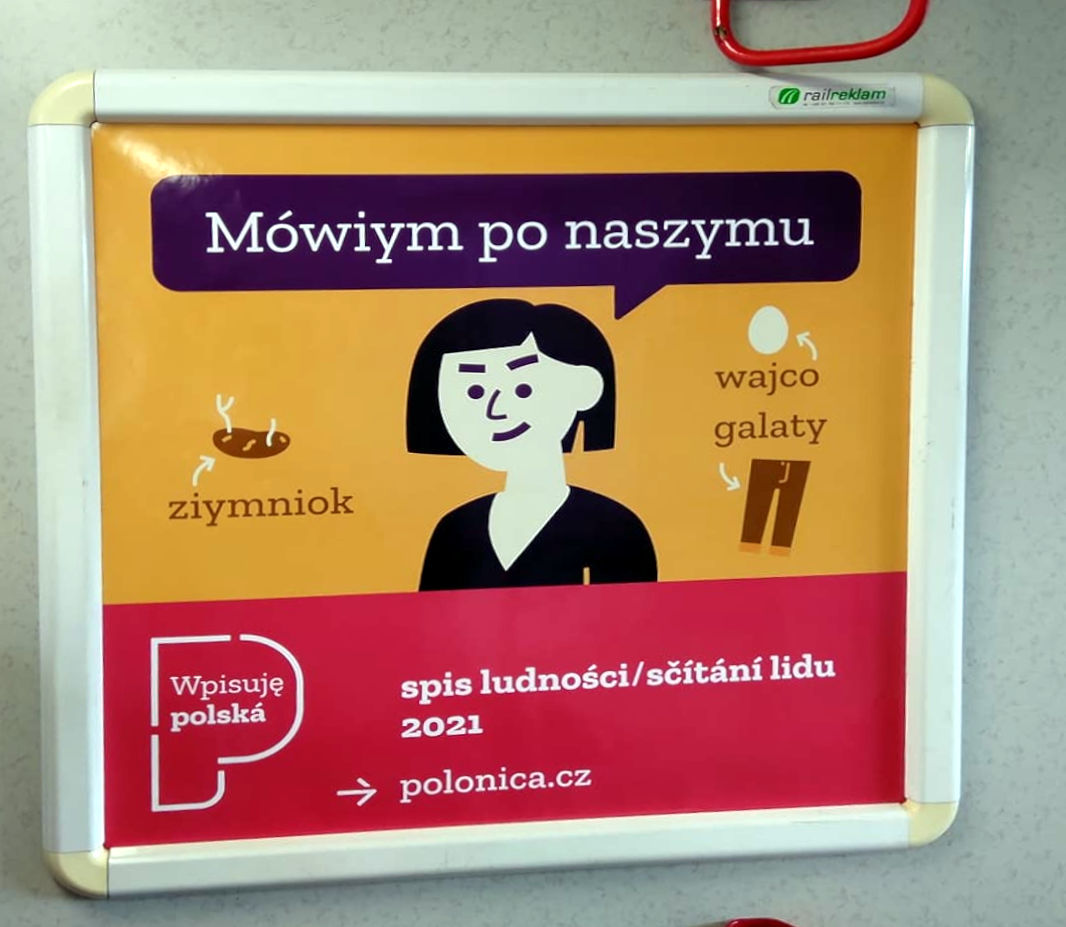
Plakát využívající těšínské nářečí k propagaci polské národnosti během sčítání

Sčítání se skládalo z 29 otázek. Kromě běžných údajů o bydlení, osobách, vzdělání, práci či podnikání, se některé otázky zaměřily na vnitřní migraci obyvatelstva po narození a rok před Sčítáním.
Jiné otázky se zaměřily na osobní pocity a přesvědčení. Otázka náboženské víry umožňovala jednu ze tří možností: buď Věřící v nějaké církvi, a lze vepsat název, nebo Věřící bez církve, a nebo Bez náboženské víry. Bylo možno uvést jakoukoliv církev, náboženskou společnost, hnutí, směr nebo víru. Statistici ale apelovali na občany, aby uváděli název co možná nejpřesněji podle registrovaného názvu. Bylo možno uvést i víru, která není registrována v České republice. Otázka národnosti byla pojata liberálně, bylo možné uvést jakoukoliv odpověď, avšak nejvýše 2 národnosti.
Mezinárodní migrace, jakožto i vnitřní, byla nadto podchycena v úvodní otázce Kde bydlíte? Údaj o místě narození sice nebyl požadován, ale byl dostupný z jiných registrů obyvatel mimo Sčítání lidu.
Sčítání také zjišťovalo například i mateřský jazyk, a nikoliv pouze národnost. Bylo možno uvést maximálně 2 rodné jazyky.
Otázka ohledně víry ve sčítání v roce 2011 byla kritizována jako zásah do soukromí, na základě čehož ve sčítání roku 2021 podle návrhu ve formuláři neměla být kolonka o náboženském vyznání. Při schvalování zákona o sčítání lidu, domů a bytů 2021 v Poslanecké sněmovně byla otázka na víru do zjišťování znovu zařazena (jako nepovinná). To samé se týkalo i zjišťování národnosti. Tato otázka má postupem doby s každým dalším sčítáním liberálnější parametry, je výlučně otázkou osobní volby, osobní identity, dobrovolnosti a vlastního pocitu ztotožnění se s něčím, a nikoliv pouze jazyka a dalších "objektivních" kritérií (jako: cestovní pas té které země, místo narození, státní příslušnost, absolvované školy a pod.), jak tomu bylo v minulosti. Odpověď na tuto otázku byla věcí svobodné volby. Při posledním sčítání bylo zjištěno celkem 77 různých samostatných národností.
Před začátkem sčítání zahájili moravští aktivisté kampaň, aby se obyvatelé dozvěděli, že mají možnost se k moravské národnosti přihlásit. Tato kampaň označovala obyvatele Moravy (ale i Slezska) za „Podčechy“, resp. „Čechy druhé kategorie“, kteří měli přihlášením se ke zvláštní moravské národnosti získat rovnoprávnost s „Nadčechy“ a zabránit odtoku peněz do Prahy. Moravskou národnost a jazyk uznáváme a evidujeme samostatně, říká ČSÚ. Vznikla též iniciativa slezské národnosti. Stejně tak byla evidována například i národnost romská či evropská (Evropan) (evropanství, potažmo (občan EU))a evropská národnost. Za kampaní stál Puls Evropy. Toto poselství hnutí pomáhali šířit klimatičtí aktivisté nebo herečka Aňa Geislerová. K této iniciativě už se sdílením přidala řada osobností.

## Povinná účast
Účast na sčítání byla povinná pro všechny obyvatele s trvalým i přechodným pobytem, včetně cizinců a občanů ČR žijících v zahraničí. Vyplnění sčítacího formuláře byla zákonná povinnost a nesplnění této povinnosti mohlo být trestáno pokutou ve výši až 10 tisíc Kč.

## Provozní potíže a kritika

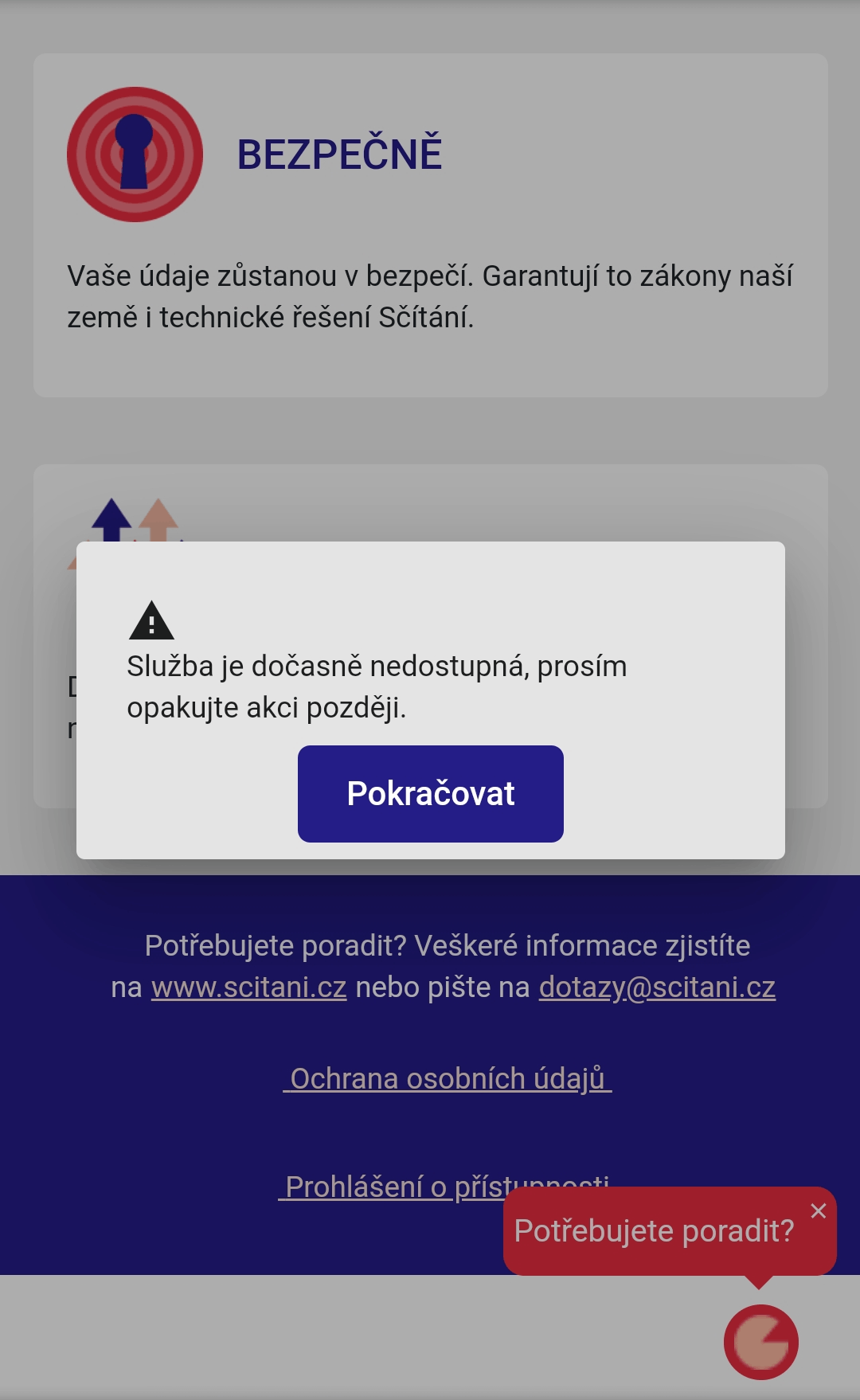
Nedostupná služba na mobilu

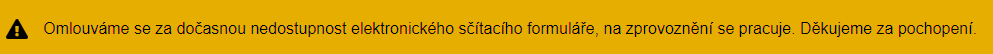
Nedostupný sčítací formulář na počítači

Krátce po spuštění v sobotu 27. března 2021 byl online formulář v dopoledních hodinách pro značné zatížení znepřístupněn. Problémy se projevily už okolo 6:00 ráno, následně ČSÚ v 8:15 systém pozastavil. Data z již vyplněných formulářů však podle ČSÚ nebyla nijak ohrožena.
Vlnu kritiky ukazující žalostný stav digitalizace Česka a problémy se sčítáním podle odborníků jen zvýraznily problémy státu s IT.
Mezi další problémy patřilo i to, že se formulář během vyplňování nezálohuje, uložen je až po odeslání. Lidé, kteří informace zadávali a nestihli formulář odeslat, tak budou muset údaje zadávat znovu. Pouze pokud si občané v průběhu vyplňování formuláře uložili pod heslem, tak šlo se k němu později vrátit.
Premiér ČR Andrej Babiš sdělil „Je to neuvěřitelné, já tomu nerozumím. Vyzval jsem pana ředitele, aby okamžitě informoval občany, co se děje. Aby šel do médií. A v pondělí na vládu ať nám předloží, jak vybral firmu a ať nám předloží kopii smlouvy, kterou podepsal“.
Předseda Českého statistického úřadu Marek Rojíček uvedl, že příčinou výpadku on-line sčítání je „závada modulu pro vyplňování adres, která způsobila zahlcení databázových serverů a přetížení systémů“. Problém nebyl podle něj v samotném počtu přihlášených lidí. Vyloučil také, že by šlo o kybernetický útok. Nemohl okamžitě odhadnout, kdy bude sčítání obnoveno, protože se systém musel po odstranění závady opět otestovat.
Web scitani.cz a onlinescitani.cz byl již normálně dostupný následující dny, ale ČSÚ 27. března označil 170 tisíc lidí najednou za „enormní“ zájem, ačkoliv měli připravit web na mnohonásobně větší kapacitu, aby zaručili bezchybnost v jakémkoliv okamžiku. 28. března se opět vyjádřili, že 150 tisíc najednou je hodně. Rojíček 29. března při slyšení na vládě ČR uvedl, že příčinou kolapsu sobotního prvního dne sčítání lidu byla technická závada, za kterou podle smlouvy „hrozí dodavateli služby velké sankce, které se uplatní.“ Výše požadované náhrady ale není ČSÚ vyčíslena a chce o ní jednat s dodavatelem až po dokončení celého Sčítání 2021. Také zdůraznil, že se omlouvá a o své rezignaci neuvažuje. ČSÚ uvedla, že „konečné vyúčtování s dodavateli bude provedeno až po ukončení sčítání, kdy bude zpětně vyhodnocena i kvalita plnění všech požadavků zadavatele projektu.“ Kvůli prodloužení sčítání lidu o měsíc má celkový účet za online sčítání povyrůst o maximálně 5 milionů korun, zatímco sankce, jež bude možné uplatnit, jsou podstatně nižší. Prodloužení sčítání online nebylo, dle tiskové mluvčí Voldánové, zavedeno kvůli výpadku služby, ale bylo zvažováno již během února 2021 vzhledem k nepříznivé pandemické situaci v ČR.
Online sčítání čelilo kritice kvůli problému při přihlašování osob se starými listinnými občanskými průkazy ČR ve formě knížky vydávané do roku 1999, které v době sčítání vlastnilo odhadem přibližně 15-20 tisíc nejstarších obyvatel. Ministerstvo vnitra ČR a ČSÚ pracovaly na legislativní a technologické nápravě v řádu dnů. Kromě online sčítání existovala možnost požádat příbuzné nebo vyplnit listinný formulář.

## Bezpečnost
Sčítání 2021 využilo nejmodernější technologie a vysoké bezpečnostní standardy při sběru a zpracování údajů. Osobní údaje se zpracovávaly pouze zákonným způsobem a pro zákonem stanovené účely. Nebyly nikomu poskytovány a jejich správcem byl výhradně Český statistický úřad. Jakékoli nakládání s daty bylo důsledně dokumentováno a osobní data podléhala kompletní anonymizaci, vymazání a zničení. Zveřejňovány budou pouze souhrnné statistické výsledky, a to takovým způsobem, že z nich nebude možné dovodit vztah ke konkrétním osobám.

## Přístupnost
Web sčítání a mobilní aplikace byly částečně v souladu se zákonem o přístupnosti osobám se zdravotním postižením. Pro sluchově postižené byl k dispozici tlumočník do znakové řeči.

## Výsledky

Počet obyvatel dle vyznání na základě sčítání lidu

První výsledky Sčítání 2021 zveřejnil Český statistický úřad dne 13. ledna 2022.
Výstupy jsou zveřejňovány postupně v uživatelsky přívětivé formě jako součást veřejné databáze ČSÚ. Uživatelé si mohou vybrat z předdefinovaných datových sad a sestavit si výstupy podle vlastních požadavků. Výstupy jsou jak tabulkové, tak i v podobě grafů, vše je přehledné a jednoduché na ovládání a orientaci v zobrazovaných datech.